# Рочестер, Анна
Анна Рочестер (англ. Anna Rochester; 30 марта 1880, Нью-Йорк, Нью-Йорк — 11 мая 1966, Нью-Йорк, Нью-Йорк) — американский историк, экономист, журналист и политик левого толка; сотрудница журнала «The World Tomorrow», участница профсоюзного и рабочего движения, член Социалистической партии Америки. Её также помнят как соучредителя Ассоциации трудовых исследований (Исследовательской ассоциации проблем труда), которая собирала и интерпретировала статистику труда в тесном сотрудничестве с Коммунистической партией Соединённых Штатов Америки.

## Биография
Анна Рочестер родилась 30 марта 1880 года в городе Нью-Йорке в семье Розуэлла Харта Рочестера (англ. Roswell Hart Rochester), который работал казначеем телеграфной компании «Western Union» и Луизы Агаты (в девичестве Бауман; англ. Louise Agatha Bauman) которая до замужества работала учительницей в государственной средней школе. Анна была их единственным ребёнком. В отличие от многих участников американских реформаторских и радикальных движений того времени, Анна Рочестер происходила из семьи, имевшей давние корни в Соединенных Штатах Америки; её дедом по отцовской линии был Натаниэль Рочестер (1752—1831) — участник Американской революции, землеторговец и основатель города Рочестер в родном штате Анны.
Юные годы девочка провела в городе Энглвуд (штат Нью-Джерси), в то время комфортабельном привилегированном пригороде Нью-Йорка. Семья Рочестеров жила в шикарном доме, нанимая прислугу, которая помогала воспитывать ребенка, и слуг, которые поддерживали домашнее хозяйство. В юности Анна много путешествовала, изучала музыку в Германии и получила первоклассное частное образование в школе для девочек Дуайта (ныне Школа  Дуайт-Энглвуд). Она проявила выдающиеся интеллектуальные способности в сравнительно молодом возрасте и на некоторое время устремилась к углубленному изучению математики, что впоследствии очень помогло ей на ниве статистики.
Рочестеры были религиозной семьей, и Анна посещала протестантскую епископальную церковь с пятилетнего возраста. В детстве и отрочестве она была глубоко чтила моральный кодекс церкви, который подчеркивал простоту, скромность и служение другим.
По окончании школы Анна Рочестер была принята в Колледж Брин-Мар — один из ведущих женских гуманитарных университетов Америки. Знания ей давались довольно легко, но её студенческая карьера была прервана семейными делами: отец умер от сердечного приступа в середине первого года обучения, а мать на этой почве получила нервное расстройство ближе к концу второго курса обучения. Это ознаменовало конец пребывания А. Рочестер в Брин-Маре: она стала опекуном матери, посещая вместе с ней лечебницы и курорты (в том числе в Европе).

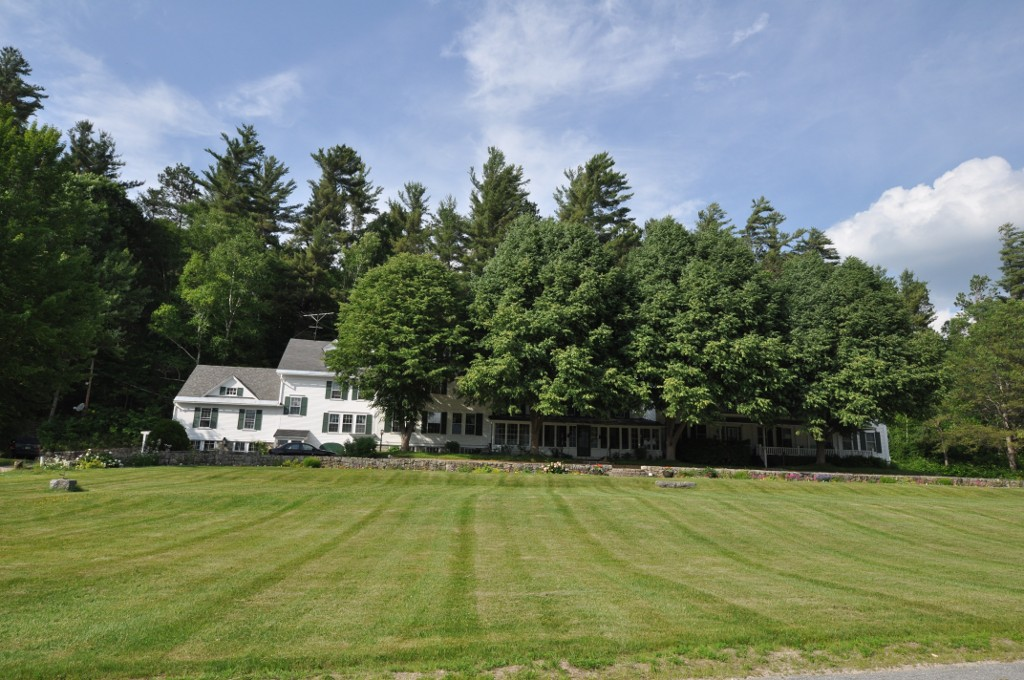
Ферма Филбрук

Лето 1904 года Анна и Луиза Агата Рочестеры провели на ферме Филбрук в Шелберне в штате Нью-Гэмпшир. Именно там Анна Рочестер встретила лесбийскую пару — политическую деятельницу, движимую социальными принципами Виду Даттон Скаддер и её партнершу — писательницу Флоренс Конверс. Новое знакомство оказалась важной вехой в жизни девушки, как в политическом, так и в социальном плане. В 1907 году она отказалась от предложения поклонника вступить с ним в брачный союз, а на следующий год она вернулась на ферму Филбрук, где её интерес к социологии и изучению недугов современного индустриального общества только усиливался. Прочтение книги Вальтера Раушенбуша «Христианство и социальный кризис» (англ. «Christianity and the Social Crisis») завершило превращение Анны Рочестер из обычной светской дамы в общественно-политическую активистку.
Свою исследовательскую и публицистическую деятельность Анна начала, работая в учреждениях по вопросам детского труда.  С 1912 по 1915 год Рочестер работала в Национальном комитете по детскому труду, частной некоммерческой организации, созданной в 1904 году с целью помочь положить конец детскому труду. Рочестер продолжила заниматься этой же деятельностью в 1915 году, когда она перешла в Детское бюро США — правительственное учреждение, созданное в 1912 году со схожей целью. Она останется в Детском бюро США до 1921 года. 
Во время Первой мировой войны Рочестер примкнула к Социалистической партии Америки, после её раскола тесно сотрудничала с Коммунистической партией США.
В 1922 году она стала сотрудницей «The World Tomorrow» — христианского социалистического ежемесячного журнала, который был основан в 1918 году пацифистским «Содружеством примирения» и который ранее редактировал будущий лидер Социалистической партии Норман Томас.

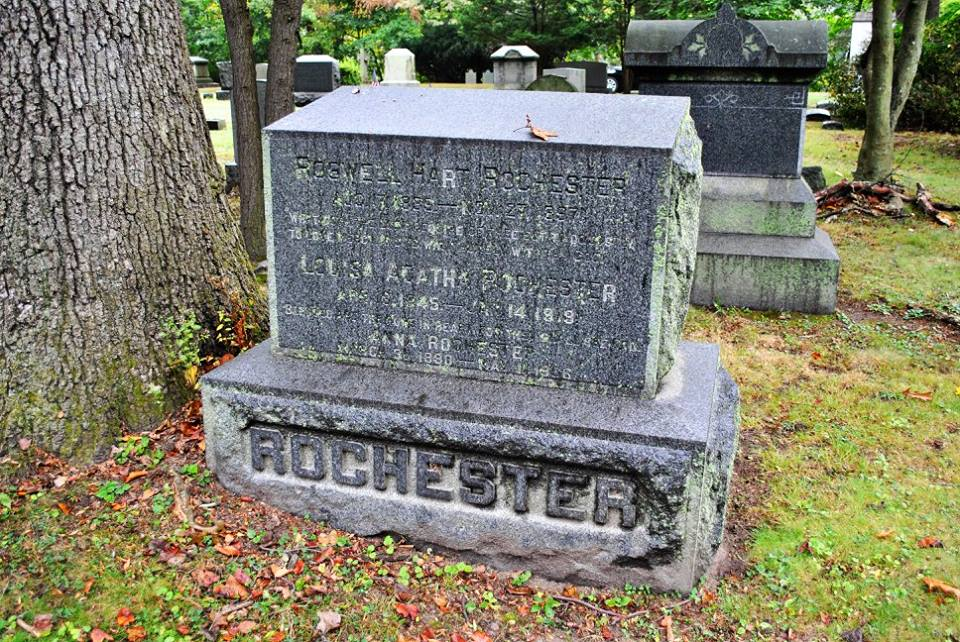
Могила Анны Рочестер

Рочерстер известна как автор работ, посвящённых истории капитализма в США, положению трудящихся, истории рабочего и фермерского движения. Так, она участвовала в создании начатой в конце 1920-х годов серии монографий «Труд в Америке» (Labour in America), с которой ведут отсчёт марксистских исследований рабочего движения в США. Широкую известность получила книга Рочестер «Правители Америки. Исследование финансового капитала» (Rulers of America. A study of finance capital, 1936), указывающая на процесс сращивания государственных институтов с монополистическим капиталом в США.
Анна Рочестер умерла от пневмонии 11 мая 1966 года в родном городе и была похоронена на кладбище Бруксайд в Энглвуде рядом со своими родителями.
Более сорока лет Рочестер проживала вместе с коллегой-коммунисткой Грейс Хатчинс (1885–1969), но она никогда не называла себя лесбиянкой, и на вопрос о том, связывало ли этих женщин что-то кроме дружбы, нет однозначного ответа по сей день.

### Перевод на русский
- Труд и уголь в Америке, М.‒Л., 1932.
- Почему бедны фермеры. Аграрный кризис в США, М., 1949.
- Американский капитализм 1607‒1800, М., 1950.